# Jesper de Jong
Jesper de Jong (Haarlem, 31 maggio 2000) è un tennista olandese.
In singolare ha disputato una finale nel circuito maggiore, ha vinto alcuni tornei nei circuiti minori e non ha mai superato il secondo turno nelle prove del Grande Slam. Anche in in doppio ha vinto tornei nei circuiti minori. I suoi migliori ranking ATP sono stati il 79º in singolare del luglio 2025 e il 135º in doppio del maggio 2022. Ha esordito nel circuito maggiore nel 2022. Pur senza scendere in campo, è stato tra i convocati della Squadra olandese di Coppa Davis che ha raggiunto la finale nell'edizione 2024.

## Statistiche

### Singolare

#### Finali perse (1)
| Legenda              |
| Grande Slam (0)      |
| ATP Finals (0)       |
| ATP Masters 1000 (0) |
| ATP Tour 500 (0)     |
| ATP Tour 250 (1)     |

| N. | Data           | Torneo               | Superficie  | Avversario in finale | Punteggio     |
| 1. | 20 luglio 2025 | Swedish Open, Båstad | Terra rossa | Luciano Darderi      | 4–6, 6–3, 3–6 |

### Tornei minori

#### Singolare

##### Vittorie (7)
| Legenda tornei minori |
| Challenger (3)        |
| ITF (4)               |

| N. | Data              | Torneo                              | Superficie  | Avversario in finale       | numero classifica atp attuale |
| 1. | 18 agosto 2019    | M15 Oldenzaal, Oldenzaal            | Terra rossa | Amadatus Admiraal          | 6–0, 6–4                      |
| 2. | 1º settembre 2019 | M15 Haren, Haren                    | Terra rossa | Juan Ignacio Galarza       | 7–5, 6–0                      |
| 3. | 27 ottobre 2019   | M25 Fort Worth, Fort Worth          | Cemento     | Ryan Peniston              | 6–2, 6–0                      |
| 4. | 20 gennaio 2023   | Almaty Challenger II, Almaty        | Terra rossa | Marcelo Tomás Barrios Vera | 6–1, 6–2                      |
| 5. | 12 marzo 2023     | M25 Quinta do Lago, Quinta do Lago  | Cemento     | Naoki Nakagawa             | 6–1, 5–7, 6–4                 |
| 6. | 19 agosto 2023    | Kozerki Open, Grodzisk Mazowiecki   | Cemento     | Benjamin Hassan            | 6–3, 6–3                      |
| 7. | 23 giugno 2024    | Emilia-Romagna Tennis Cup, Sassuolo | Terra rossa | Daniel Altmaier            | 7–6(5), 6–1                   |

##### Finali perse (8)
| Legenda tornei minori |
| Challenger (5)        |
| ITF (3)               |

| N. | Data              | Torneo                                    | Superficie      | Avversario in finale  | Punteggio        |
| 1. | 14 luglio 2019    | M15 Marburg, Marburgo                     | Terra rossa     | Louis Wessels         | 6(4)–7, 6(5)–7   |
| 2. | 20 settembre 2020 | M25 Klosters, Klosters                    | Terra rossa (i) | Holger Rune           | 4–6, 2–6         |
| 3. | 7 novembre 2021   | Challenger Ciudad de Guayaquil, Guayaquil | Terra rossa     | Alejandro Tabilo      | 1–6, 5–7         |
| 4. | 18 settembre 2022 | M25 Sintra, Sintra                        | Cemento         | Elliot Benchetrit     | 4–6, 1–6         |
| 5. | 14 gennaio 2023   | Challenger de Tigre II, Tigre             | Terra battuta   | Juan Manuel Cerúndolo | 3–6, 6–2, 2–6    |
| 6. | 30 aprile 2023    | Roma Open, Roma                           | Terra rossa     | Sumit Nagal           | 3–6, 2–6         |
| 7. | 13 ottobre 2024   | Villa María Challenger, Villa María       | Terra rossa     | Camilo Ugo Carabelli  | 6(3)–7, 6–3, 4–6 |
| 8. | 23 marzo 2025     | Murcia Open, Murcia                       | Terra rossa     | Carlos Taberner       | 6(3)–7, 6–4, 2–6 |

#### Doppio

##### Vittorie (16)
| Legenda tornei minori |
| Challenger (8)        |
| ITF (8)               |

| N.  | Data             | Torneo                                            | Superficie  | Compagno               | Avversari in finale                          | Punteggio            |
| 1.  | 17 marzo 2019    | M15 Doha, Doha                                    | Cemento     | Michiel De Krom        | Arnaud Bovy Dominik Boehler                  | 6–3, 6–3             |
| 2.  | 2 giugno 2019    | M15 Majadahonda, Majadahonda                      | Terra rossa | Michiel De Krom        | Frederico Gil Florian Lakat                  | 6–3, 6–3             |
| 3.  | 7 luglio 2019    | M15 Den Haag, L'Aia                               | Terra rossa | Ryan Nijboer           | Michiel De Krom Joao Lucas Reis Da Silva     | 6–1, 6–4             |
| 4.  | 19 gennaio 2020  | M25 Monastir, Monastir                            | Cemento     | Bart Stevens           | Luke Johnson Hugo Voljacques                 | 6–4, 3–6, [10–8]     |
| 5.  | 1º novembre 2020 | M25 Vale do Lobo, Vale do Lobo                    | Cemento     | Jelle Sels             | Nuno Borges Francisco Cabral                 | 7–6(3), 5–7, [10–8]  |
| 6.  | 14 marzo 2021    | St. Petersburg Challenger I San Pietroburgo       | Cemento (i) | Sem Verbeek            | Konstantin Kravčuk Denis Yevseyev            | 6–1, 3–6, [10–5]     |
| 7.  | 30 maggio 2021   | Oeiras Open Challenger IV Oeiras                  | Terra rossa | Tim van Rijthoven      | Julian Lenz Roberto Quiroz                   | 6–1, 7–6(3)          |
| 8.  | 12 giugno 2021   | Almaty Challenger Almaty                          | Terra rossa | Vitaliy Sachko         | Vladyslav Manafov Evgenii Tiurnev            | 7–6(4), 6–1          |
| 9.  | 26 giugno 2021   | M25 Alkmaar, Alkmaar                              | Terra rossa | Alexander Maarten Jong | Gijs Brouwer Jelle Sels                      | 6–0, 4–6, [10–6]     |
| 10. | 4 luglio 2021    | M25 The Hague, L'Aia                              | Terra rossa | Bart Stevens           | Gijs Brouwer Jelle Sels                      | 6–3, 6–4             |
| 11. | 6 novembre 2021  | Challenger Ciudad de Guayaquil, Guayaquil         | Terra rossa | Bart Stevens           | Diego Hidalgo Cristian Rodríguez             | 7–5, 6–2             |
| 12. | 26 marzo 2022    | Santa Cruz Challenger II, Santa Cruz de la Sierra | Terra rossa | Bart Stevens           | Nicolás Barrientos Miguel Ángel Reyes Varela | 6–4, 3–6, [10–6]     |
| 13. | 30 aprile 2022   | Roma Open, Roma                                   | Terra rossa | Bart Stevens           | Sadio Doumbia Fabien Reboul                  | 3–6, 7–5, [10–8]     |
| 14. | 29 ottobre 2022  | Lima Challenger II, Lima                          | Terra rossa | Max Houkes             | Guido Andreozzi Guillermo Durán              | 7–6(6), 3–6, [12–10] |
| 15. | 25 marzo 2023    | M25 Palmanova, Palma Nova                         | Terra rossa | Max Houkes             | Mircea Jecan Kal Wehnelt                     | 6–3, 6–4             |
| 16. | 1º marzo 2025    | Rwanda Challenger I, Kigali                       | Terra rossa | Max Houkes             | Geoffrey Blancaneaux Zdeněk Kolář            | 6–3, 7–5             |

##### Finali perse (11)
| Legenda tornei minori |
| Challenger (4)        |
| ITF (7)               |

| N.  | Data              | Torneo                                       | Superficie      | Compagno             | Avversari in finale                        | Punteggio              |
| 1.  | 10 marzo 2019     | M15 Doha, Doha                               | Cemento         | Arnaud Bovy          | Zizou Bergs Geoffrey Blancaneaux           | 2–6, 4–6               |
| 2.  | 24 marzo 2019     | M15 Manama, Manama                           | Cemento         | Sidane Pontjodikromo | Alexander Igoshin N Vijay Sundar Prashanth | 7–6(5), 6(5)–7, [8–10] |
| 3.  | 28 aprile 2019    | M15 Antalya, Adalia                          | Terra rossa     | Sidane Pontjodikromo | Bogdan Bobrov Patrik Niklas-Salminen       | 2–6, 7–6(8), [7–10]    |
| 4.  | 21 luglio 2019    | Dutch Open, Amersfoort                       | Terra rossa     | Ryan Nijboer         | Harri Heliövaara Emil Ruusuvuori           | 3–6, 4–6               |
| 5.  | 4 agosto 2019     | M15 Brussels, Bruxelles                      | Terra rossa     | Alec Deckers         | Luca Gelhardt Nick Hardt                   | 4–6, 4–6               |
| 6.  | 22 settembre 2019 | M15 Pajulahti, Lahti                         | Terra rossa (i) | Ryan Nijboer         | Baptiste Crepatte Lucas Catarina           | 4–6, 6–1, [5–10]       |
| 7.  | 1º marzo 2020     | M25 Sunderland, Sunderland                   | Cemento (i)     | Bart Stevens         | Szymon Walków Jan Zieliński                | 4–6, 4–6               |
| 8.  | 8 marzo 2020      | St. Petersburg Challenger I, San Pietroburgo | Cemento (i)     | Sem Verbeek          | Christopher Eubanks Roberto Queiroz        | 4–6, 3–6               |
| 9.  | 25 settembre 2021 | Braga Open, Braga                            | Terra rossa     | Bart Stevens         | Nuno Borges Francisco Cabral               | 6–3, 6(4)–7, [10–5]    |
| 10. | 4 marzo 2023      | M25 Loule, Loule                             | Cemento         | Aidan McHugh         | Sidane Pontjodikromo Niels Visker          | 6–4, 2–6, [8–10]       |
| 11. | 22 marzo 2025     | Murcia Open, Murcia                          | Terra rossa     | Mats Hermans         | Grégoire Jacq Orlando Luz                  | 4–6, 4–6               |